# Sulzberg (Landkreis Oberallgäu)

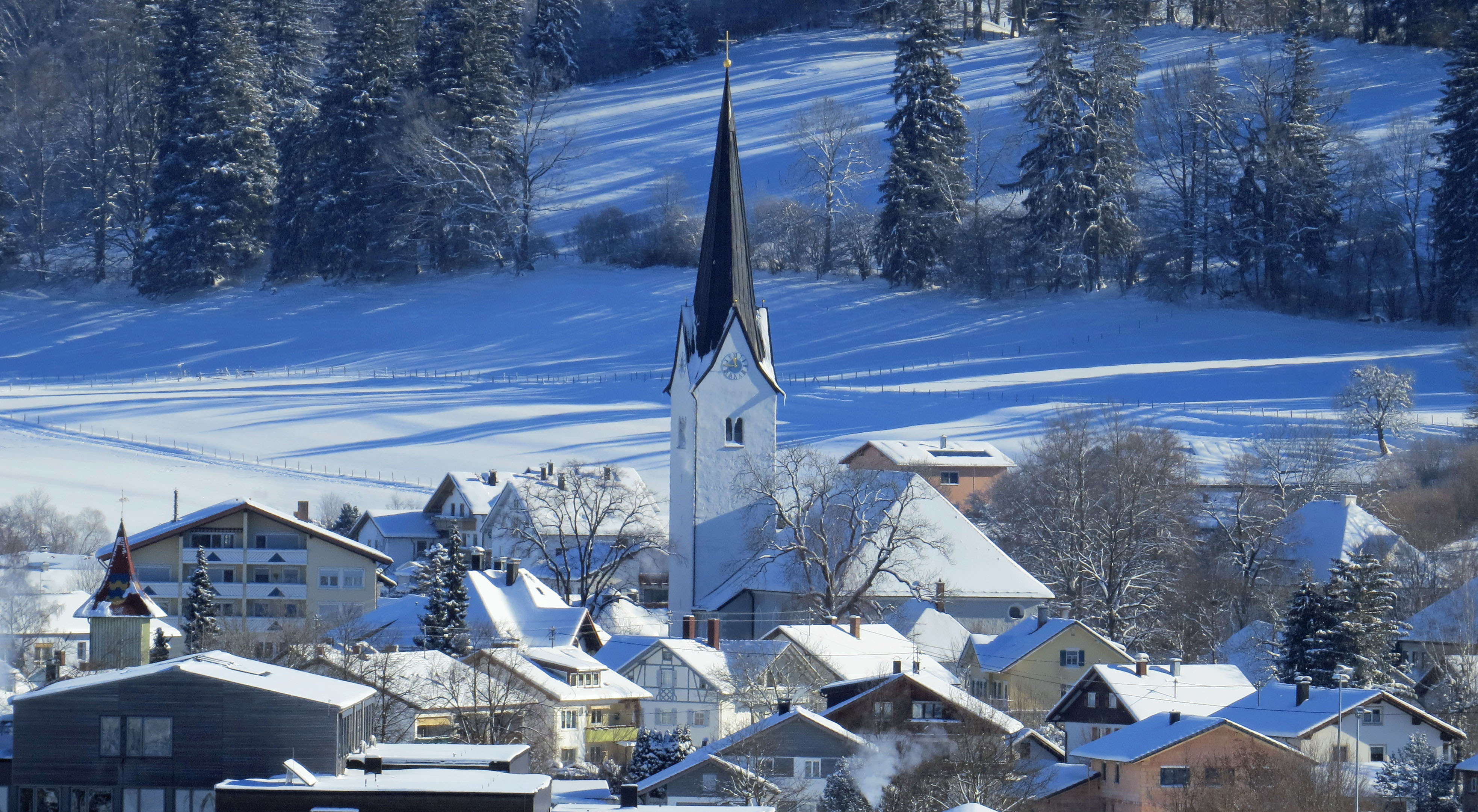
Sulzberg von Westen

Sulzberg ist ein Markt im schwäbischen Landkreis Oberallgäu und liegt rund zehn Kilometer südlich von Kempten (Allgäu).

## Geografie

### Lage
Beim Blick in den Süden sind die Allgäuer Alpen zu sehen. Am deutlichsten sind die Berge Grünten, Großer Widderstein und Geißhorn zu erkennen.
Die Höhenlage der Gemeinde reicht von 688 m ü. NHN an der Iller bei Graben bis 980 m ü. NHN auf dem Buch bei Untergassen.

### Gemeindegliederung
Es gibt 80 Gemeindeteile (in Klammern ist der Siedlungstyp angegeben):
- Albis (Weiler)
- Aleuthe (Weiler)
- Au (Weiler)
- Auf'm Buch (Einöde)
- Bechtris (Weiler)
- Bittris (Weiler)
- Büchelesstein (Weiler)
- Burgratz (Weiler)
- Eigen (Einöde)
- Eizisried (Dorf)
- Eulen (Einöde)
- Geigers (Weiler)
- Graben (Dorf)
- Greuth (Einöde)
- Gsellen (Einöde)
- Gstadt (Einöde)
- Gund (Einöde)
- Haberreute (Einöde)
- Haneberg (Weiler)
- Hasen (Einöde)
- Hasenried (Einöde)
- Heibels (Einöde)
- Hiltensberg (Einöde)
- Hinter'm Buch (Weiler)
- Hitzleberg (Weiler)
- Hofstetten (Weiler)
- Hub (Weiler)
- Kenels (Weiler)
- Kohlenberg (Einöde)
- Köhlis (Einöde)
- Kühbach (Weiler)
- Lanzenberg (Weiler)
- Moos (Einöde)
- Moosbach (Pfarrdorf)
- Mühlenried (Einöde)
- Nägeleried (Weiler)
- Oberhub (Einöde)
- Oberkenels (Einöde)
- Oberminderdorf (Einöde)
- Oberschloß (Einöde)
- Oberthannen (Einöde)
- Oberzollhaus (Einöde)
- Öschle (Dorf)
- Ottacker (Pfarrdorf)
- Ottackers (Weiler)
- Pfaffenried (Einöde)
- Raichen (Weiler)
- Rappolz (Weiler)
- Reisach (Einöde)
- Ried b.Ottackers (Weiler)
- Ried b.Sulzberg (Dorf)
- Ruchis (Weiler)
- Schlechtenberg (Weiler)
- Schmieden (Weiler)
- Schnitzen (Einöde)
- Schorenmühle
- Schwarzenbach (Einöde)
- See (Dorf)
- Seebach (Einöde)
- Sparenberg (Einöde)
- Steinach (Einöde)
- Steingaden (Weiler)
- Stellenmoos (Weiler)
- Straß (Weiler)
- Sulzberg (Hauptort)
- Sulzbrunn (Ortsteil)
- Thal (Weiler)
- Unter'm Buch (Weiler)
- Untergassen (Weiler)
- Unterminderdorf (Weiler)
- Untermoos (Weiler)
- Unterschloß (Einöde)
- Unterthannen (Weiler)
- Wachsenegg (Einöde)
- Waitzis (Einöde)
- Waxenegg (Einöde)
- Wies (Weiler)
- Winkel (Weiler)
- Wolfarts (Weiler)
- Zipfwang (Einöde)

Das Gemeindegebiet besteht aus den Gemarkungen Sulzberg, Moosbach und Ottacker.

## Geschichte

### Frühe Geschichte
Sulzberg und Moosbach wurden im Jahr 1059 zum ersten Mal urkundlich erwähnt. Es wird in einer Urkunde des Kaisers Heinrich IV. von Sulzberg als „Sulceberch“ und Moosbach als „Mosebach“ berichtet.

### 20. Jahrhundert
Das Kriegerdenkmal wurde 1930 eingeweiht.
Am 1. Juli 1972 kam es zur Eingemeindung der Gemeinde Ottacker (Landkreis Sonthofen). Am selben Tag erfolgte auch die Zusammenlegung der Landkreise Sonthofen und Kempten (Allgäu) zum heutigen Landkreis Oberallgäu.
Die Eingliederung der Gemeinde Moosbach kam am 1. Mai 1978 zustande. An diesem Tag gab es auch einen Gebietsaustausch mit der Gemeinde Mittelberg, jetzt Oy-Mittelberg. 2013 wurde der Solarpark Schlechtenberg in Betrieb genommen.
Zwischen 1988 und 2018 wuchs die Gemeinde von 4059 auf 4953 um 894 Einwohner bzw. um 22 %.

## Politik

### Bürgermeister
Am 15. März 2020 wurde Gerhard Frey zum Bürgermeister gewählt. Er wurde von Freien Wählern Sulzberg, Wählergemeinschaft Moosbach und Freier Wählerschaft Graben-Öschle-See nominiert und erreichte 55,74 % der Stimmen.
Sein Vorgänger war Thomas Hartmann (CSU/Freie Wähler), im Amt von Mai 1996 bis April 2020.

### Gemeinderat
Der Marktgemeinderat hat 16 Mitglieder.
|      | CSU | Freie Wähler | WG Moosbach | WG Ottacker | FW Graben-Öschle-See | Grüne | Gesamt   |
| 2008 | 6   | 5            | 2           | 2           | 1                    | -     | 16 Sitze |
| 2014 | 5   | 5            | 3           | 2           | 1                    | -     | 16 Sitze |
| 2020 | 4   | 5            | 3           | 1           | 1                    | 2     | 16 Sitze |

### Wappen und Flagge
|  |
|  |

| | Blasonierung: „Dreimal wellenförmig geteilt von Blau und Gold.“ |
| Wappenbegründung: Sulzberg wurde im 17. Jahrhundert Markt, besaß aber kein Gerichts- oder Gemeindesiegel. Für das Gemeindewappen wählte man das Wappen der Herren von Sulzberg. Die Schenken des Fürststifts Kempten sind seit 1176 belegt und 1355 ausgestorben. Sie hatten die Ortsherrschaft inne. Ihr Stammsitz, die Burg Sulzberg, ist heute noch als Ruine erhalten. Die gelb-blaue gestreifte Hissflagge trägt das in Details abweichende Wappen des Marktes Sulzberg, das am 25. Juli 1950 vom Innenminister Bayerns genehmigt wurde. |                                                                 |

### Gemeindepartnerschaften
Seit 1990 besteht eine Partnerschaft mit der Gemeinde Chailland (Département Mayenne) in Frankreich.

## Sehenswürdigkeiten
Die gut erhaltene Burgruine Sulzberg liegt etwa 500 Meter südlich des Ortes und war früher ein Sitz der Herren von Schellenberg. Die katholische Pfarrkirche Heiligste Dreifaltigkeit wurde im Kern im 15. Jahrhundert erbaut.

## Vereine
Im Markt Sulzberg gibt es (Stand: April 2024) 53 Vereine. Der bedeutendste Verein des Ortes ist der TSV Sulzberg, welcher 20 verschiedene Sportabteilungen (von Badminton bis Zumba) innehat.

## Personen in Verbindung mit der Gemeinde
- Benedikt Uhlemayr (1871–1942), Nürnberger Gymnasialdirektor und Anhänger der Freiwirtschaftsbewegung Silvio Gesells
- Max Gasser (1872–1954), Geodät und Photogrammeter
- Paul Kuën (1910–1997), Tenor
- Alfons Hörmann (* 1960), Unternehmer und Sportfunktionär, ehemaliger DOSB-Präsident

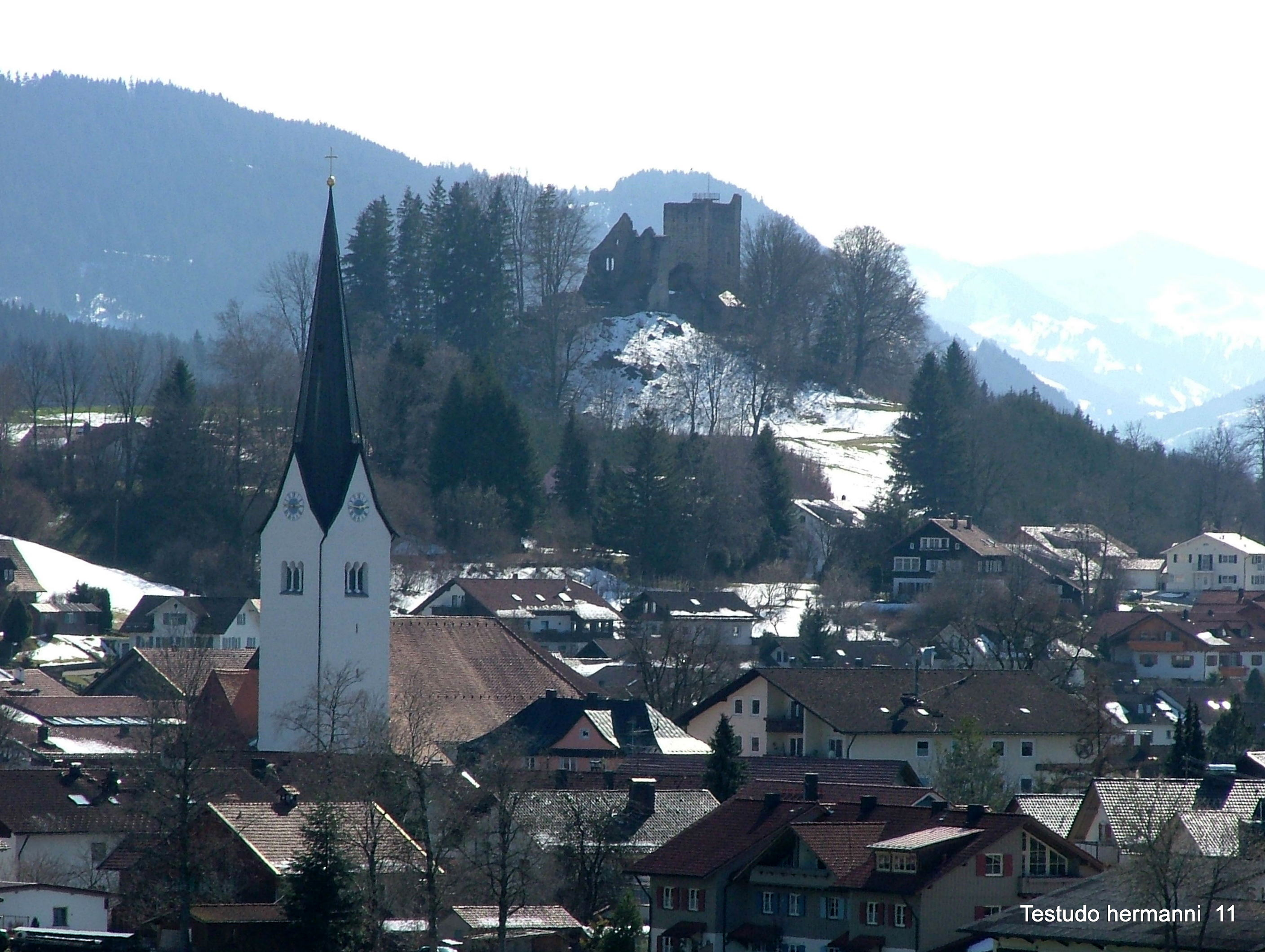
Der Ort Sulzberg und die Ruine Sulzberg
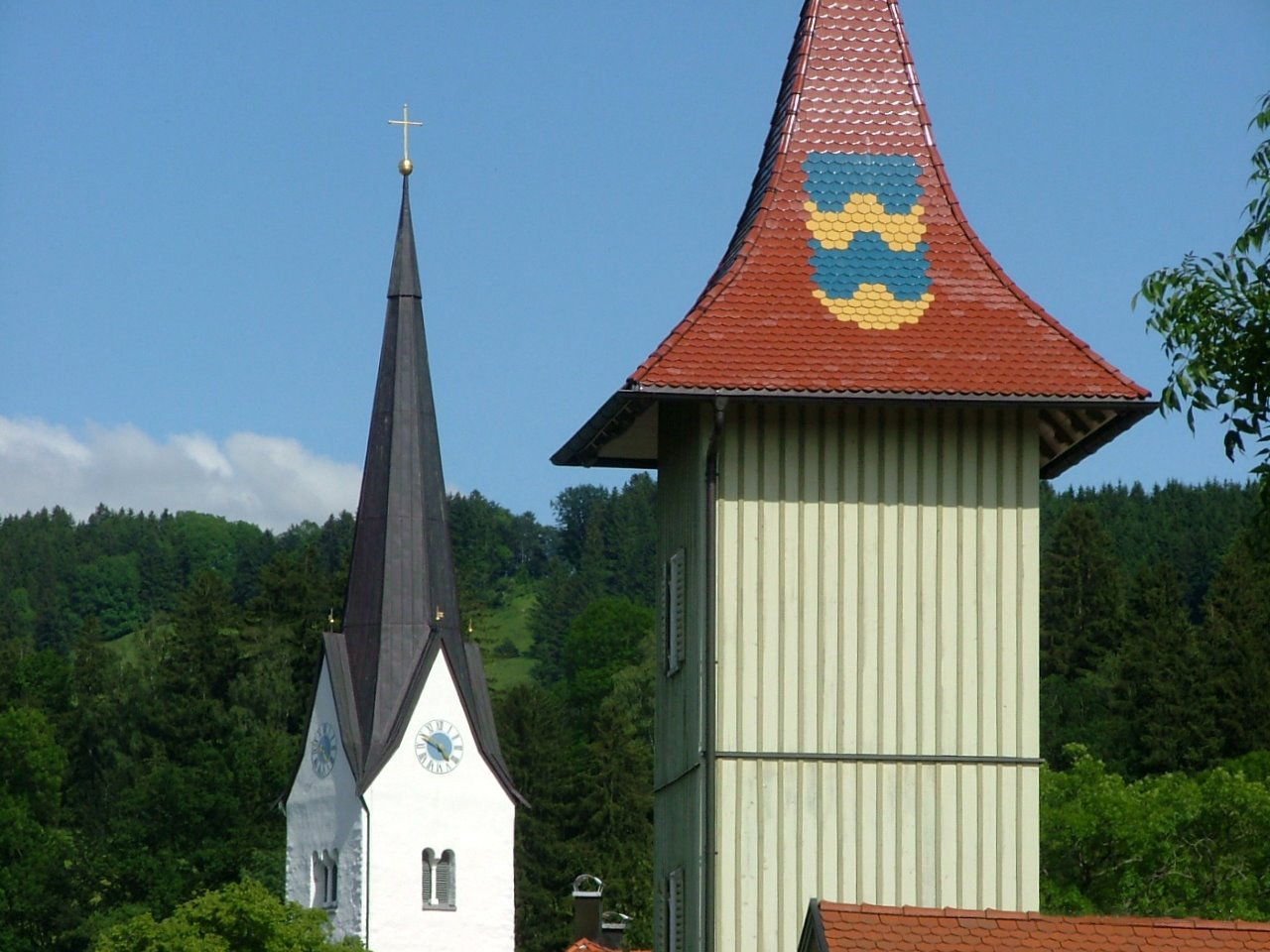
Das Feuerwehrmuseum
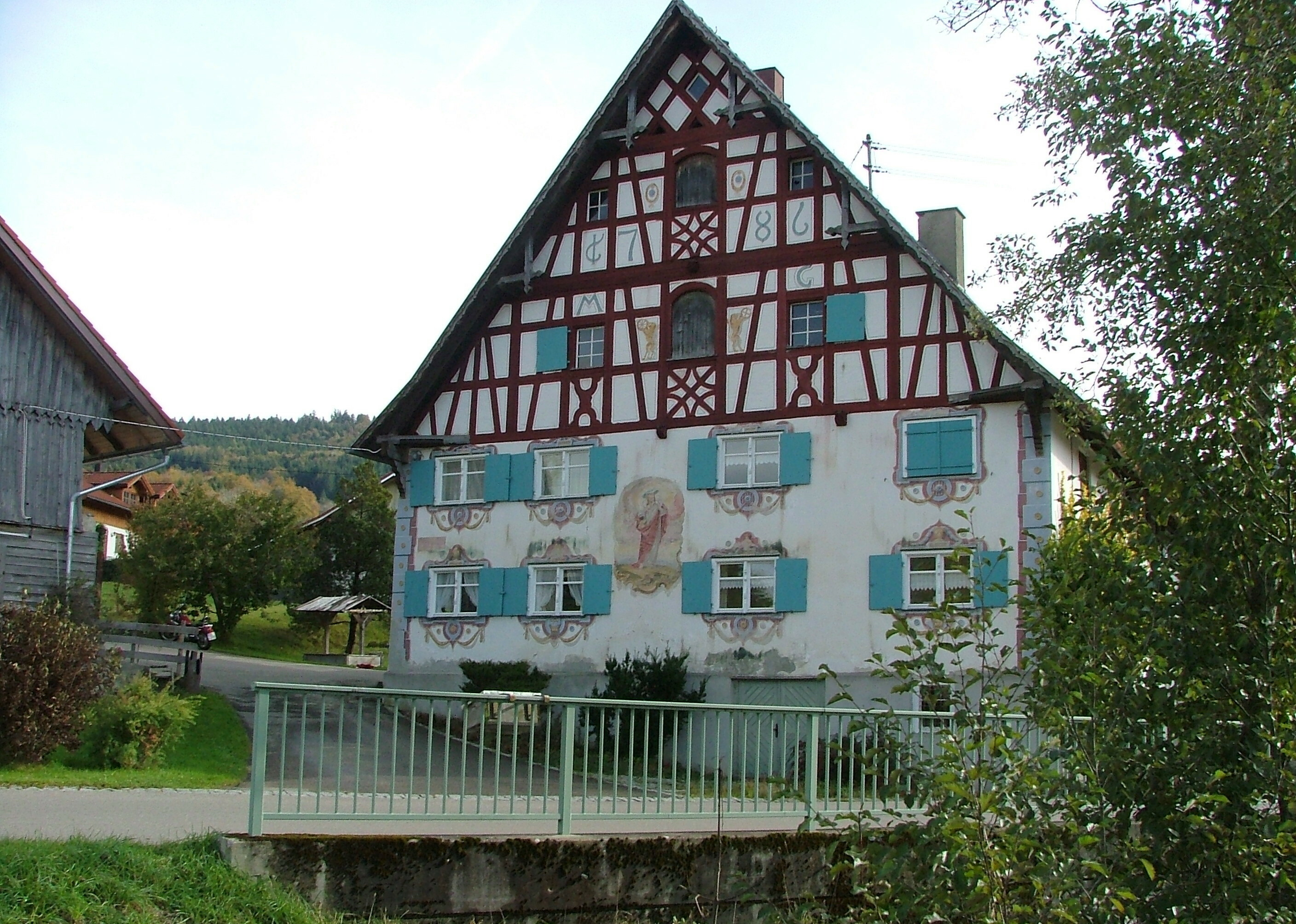
Die Mühle in Aleuthe
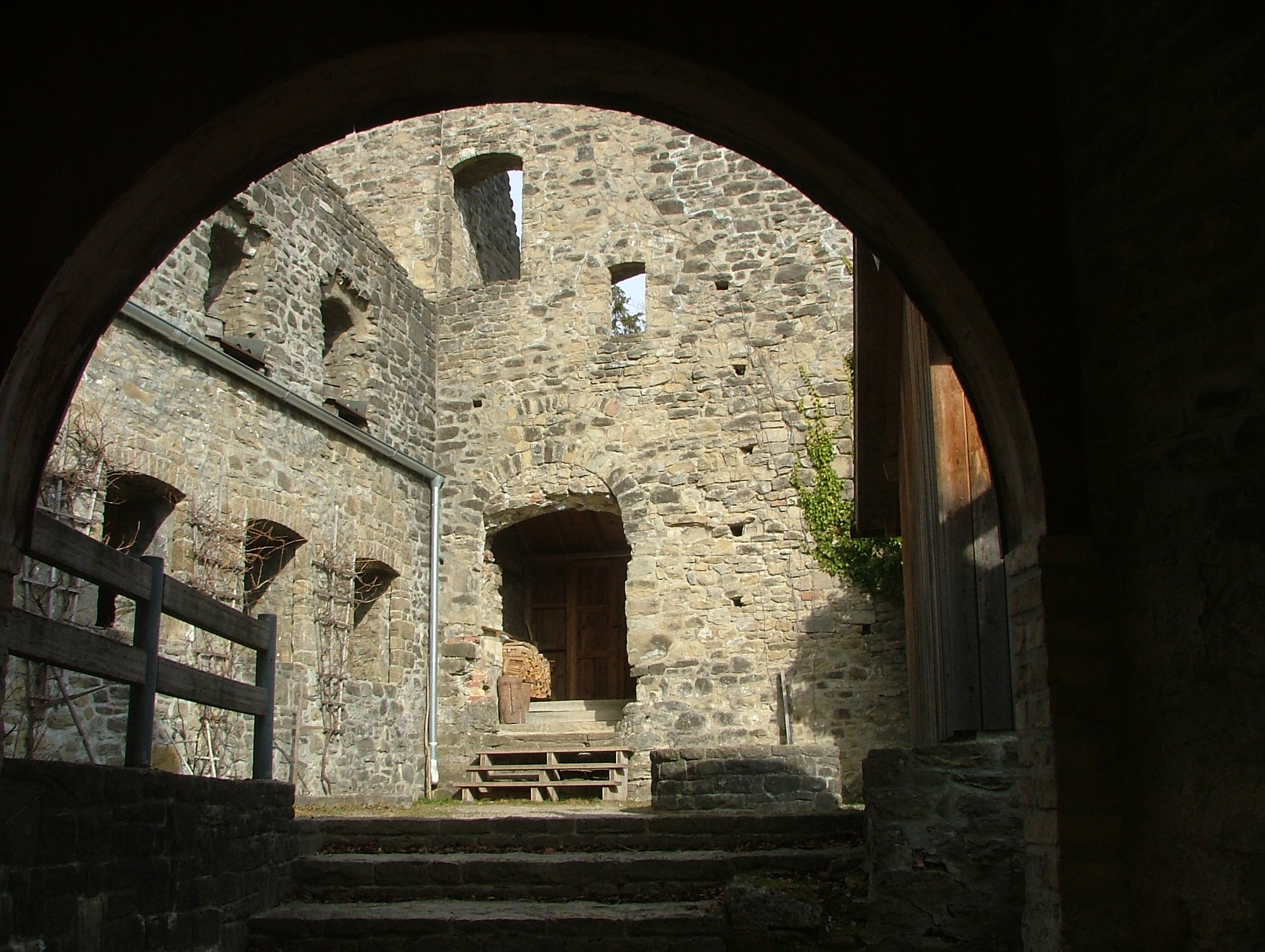
Ruine Sulzberg
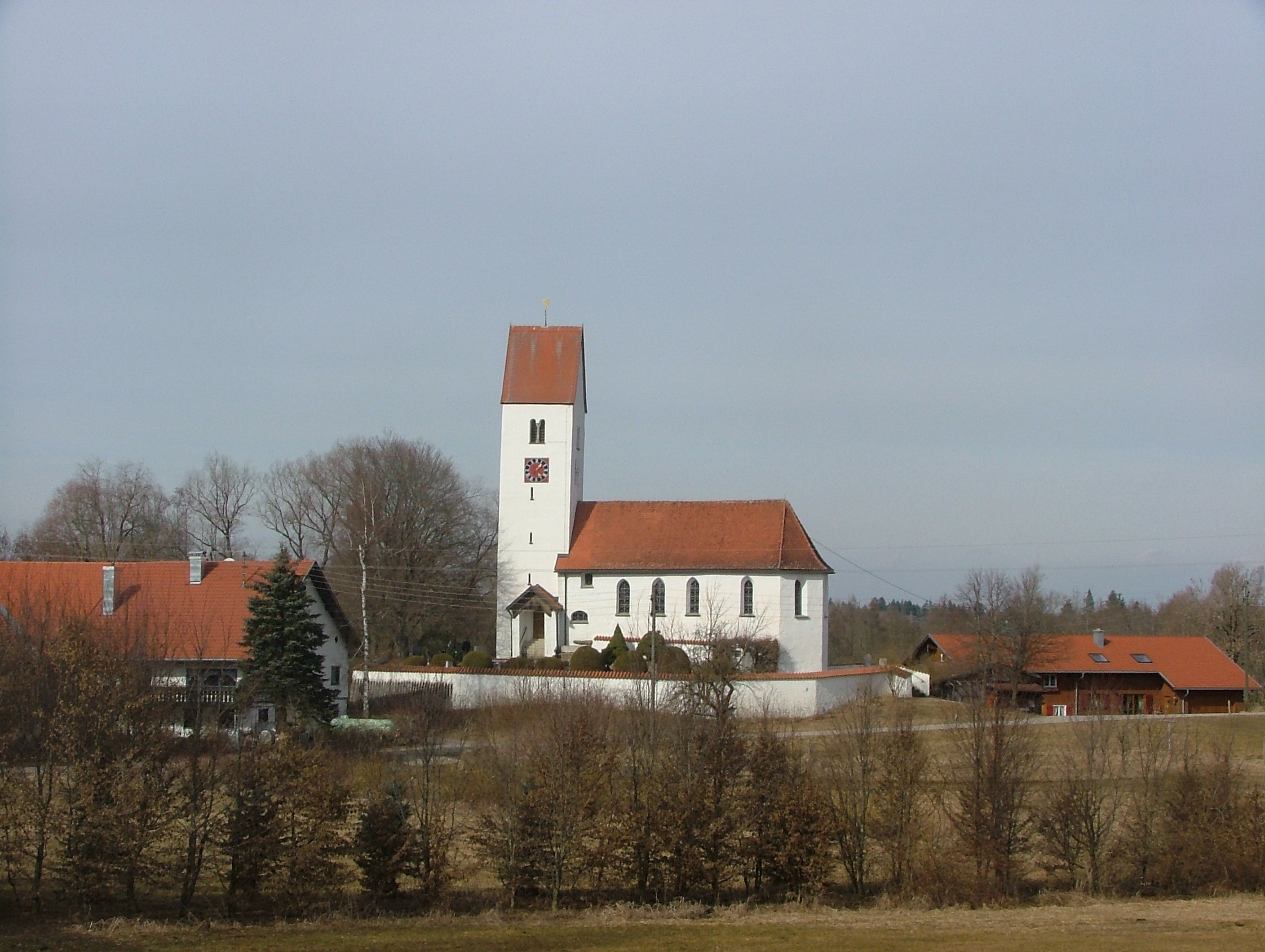
Ried Ottacker
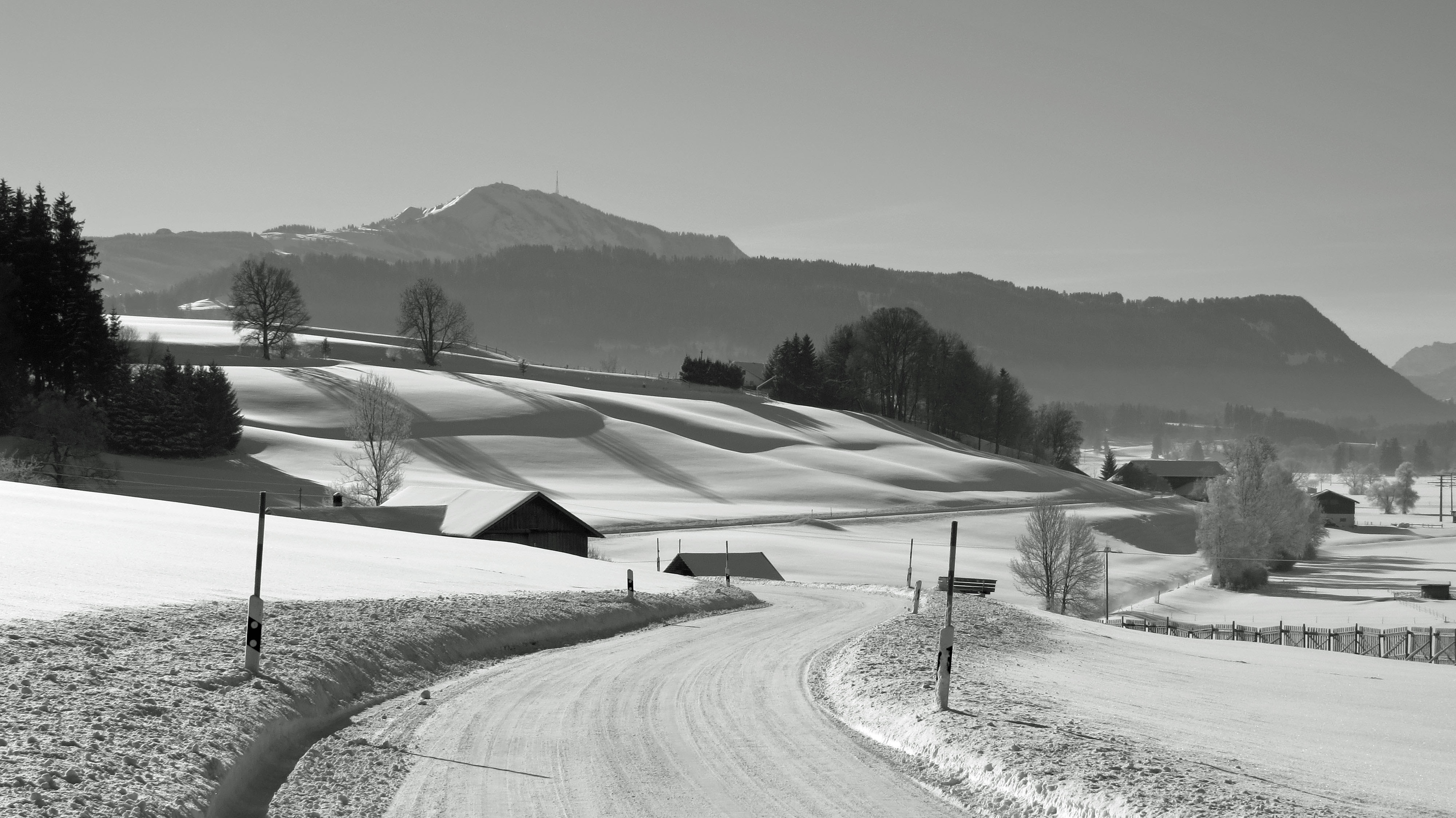
Winterlandschaft bei Sulzberg